# Греческая национальная туристическая организация
Греческая национальная туристическая организация, или ГНТО (греч. Ελληνικός Οργανισμός Τουρισμού, ΕΟΤ, англ. Greek National Tourism Organization, GNTO) — государственный орган в ведении Министерства культуры и туризма Греции. Действующий президент Греческой национальной организации по туризму — Анджела Гереку.

## История
Греческая национальная организация туризма впервые была учреждена в 1927 году и восстановлена в 1950 году Законом о чрезвычайном положении 1565/50. Хотя туризм в Греции подпадает под компетенцию различных министерств, в 1950 году ГНТО стала ведущим рычагом Греческого государства в секторе туризма. ГНТО состоит из головного офиса, расположенного в Афинах, и региональных департаментов по туризму.
В период с 1957 по 1967 год ГНТО реализовывала общенациональную программу строительства гостиниц «Ксения». Руководили проектировочными и строительными работами архитекторы Арис Константинидис и Хараламбос Сфаеллос.
В 2011 году в связи с сокращением финансирования ГНТО закрыла 9 офисов за рубежом в городах Торонто, Берлин, Гамбург, Мюнхен, Цюрих, Рим, Шанхай, Копенгаген и Хельсинки.